# Dogma (police de caractères)
Pour les articles homonymes, voir Dogma.
Dogma est une police de caractères dessinée en 1994 par Zuzana Licko pour la fonderie Emigre. Il s’agit d’un caractère de titrage.